# UNICEF
Het Kinderfonds van de Verenigde Naties (UNICEF) (Engels: United Nations Children's Fund; tot 1953: United Nations International Children's Emergency Fund) is een organisatie binnen de Verenigde Naties die zich inzet voor het welzijn van kinderen, onder andere via het Verdrag inzake de rechten van het kind.

## Over UNICEF
UNICEF is de kinderrechtenorganisatie van de Verenigde Naties. Als onderdeel van de VN ziet de organisatie erop toe dat het internationale Verdrag voor de Rechten van het Kind overal ter wereld wordt nageleefd. UNICEF komt op voor de rechten van alle kinderen en heeft een opdracht: ervoor zorgen dat elk land de rechten van kinderen respecteert en naleeft.
Het United Nations International Children's Emergency Fund (UNICEF) is op 11 december 1946 tijdelijk opgericht door de Algemene Vergadering van de Verenigde Naties in New York om na de Tweede Wereldoorlog voedselpakketten en gezondheidszorg te bieden aan kinderen in de getroffen landen. Vanaf 1953 is UNICEF een blijvend onderdeel van de VN-structuur.
UNICEF helpt, samen met partnerorganisaties, wereldwijd kinderen in situaties van armoede, ziekte, geweld en discriminatie. Volgens de organisatie gaan miljoenen kinderen dankzij haar en haar partnerorganisaties naar school en worden 'talloze' kinderen ingeënt tegen dodelijke ziektes als mazelen en krijgen zij goede voeding. UNICEF werkt aan het terugdringen van de aidsepidemie en helpt kinderen die er het slachtoffer van zijn geworden.
De organisatie is bij rampen en oorlogen vaak snel ter plaatse en probeert ervoor te zorgen dat kinderen en hun families kunnen overleven. Ook beoogt UNICEF alleenstaande kinderen tegen geweld, misbruik en uitbuiting te beschermen.

## Organisatie

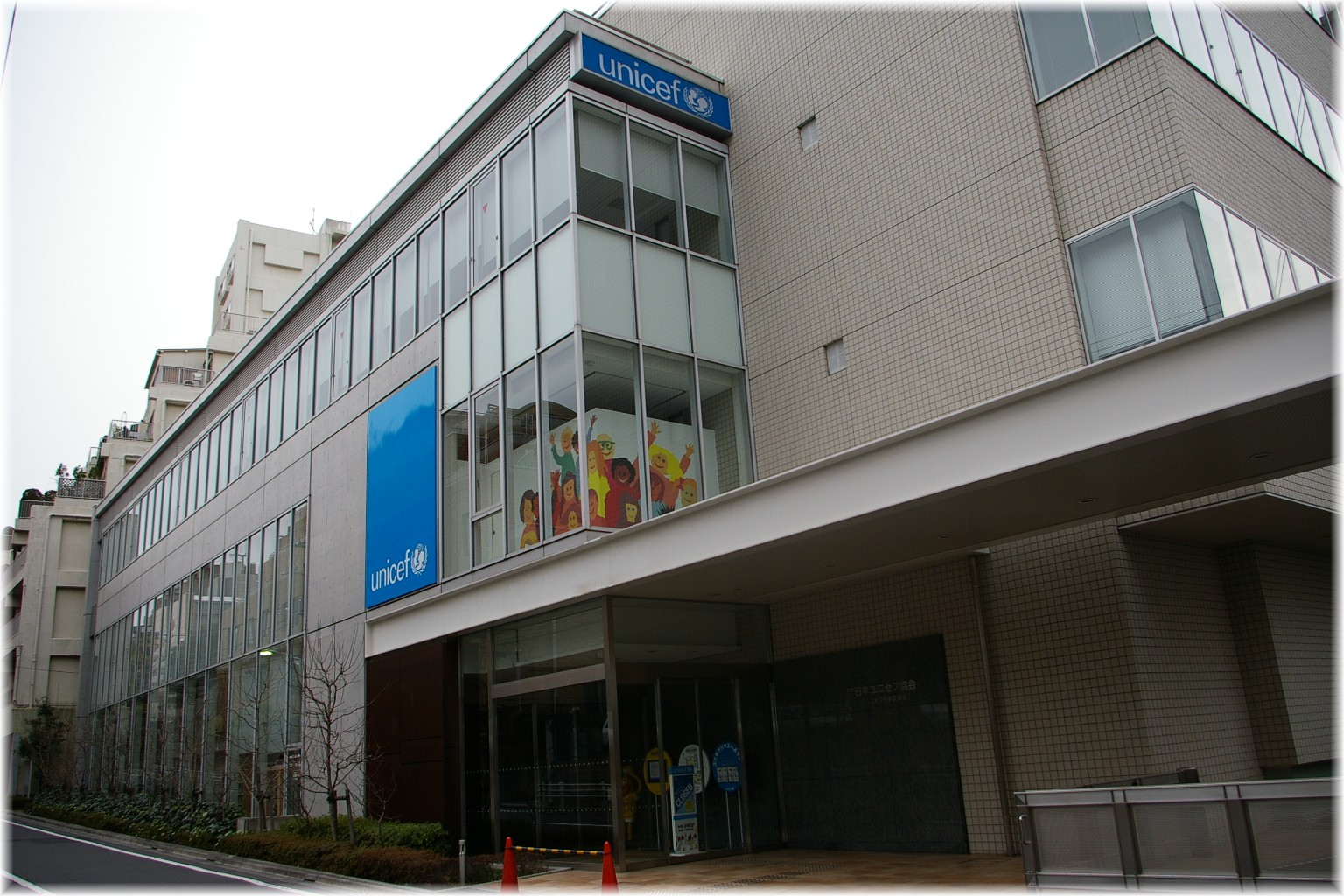
UNICEF-kantoorgebouw in Tokio, Japan

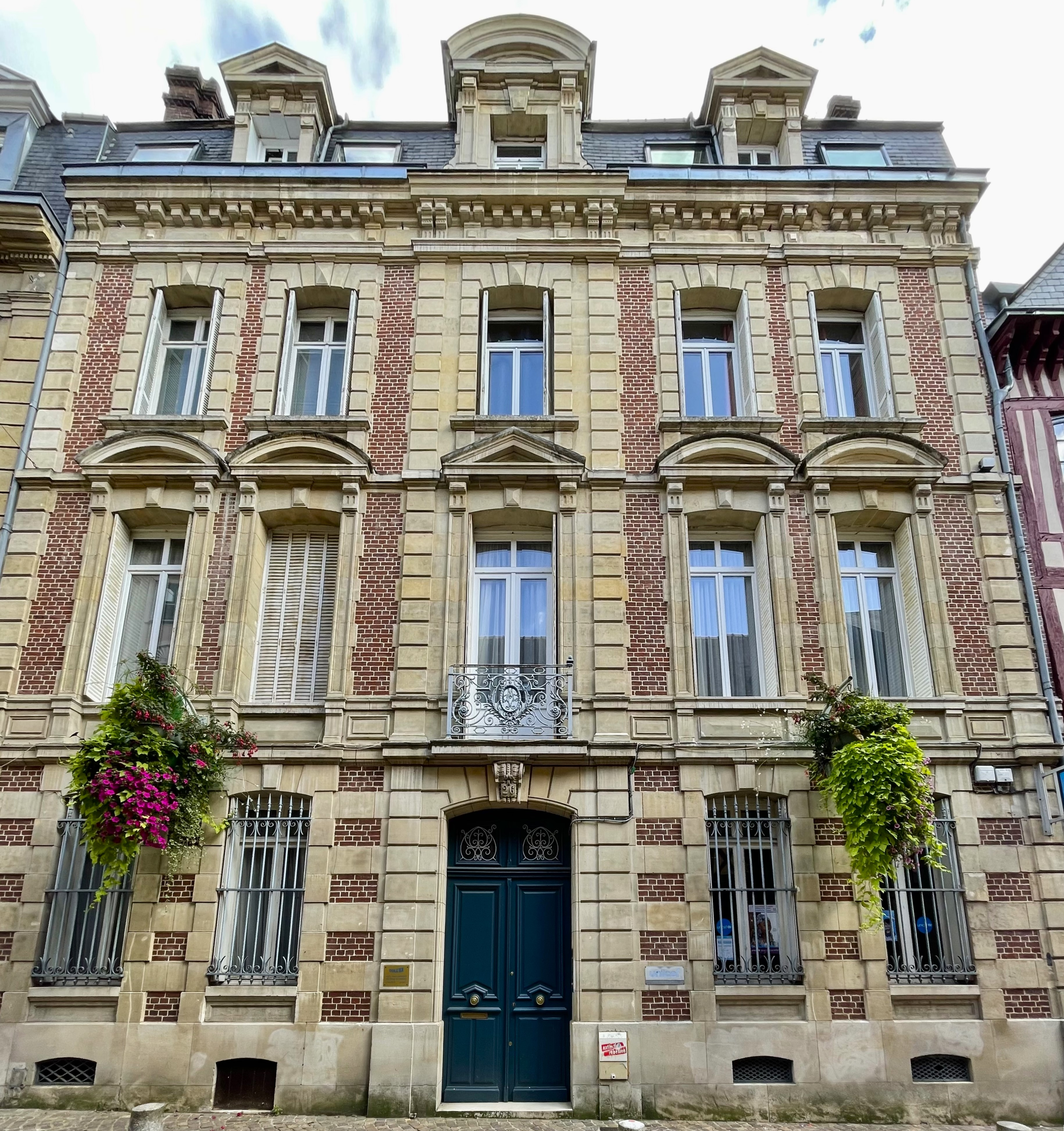
UNICEF-kantoor in Rouen, Frankrijk

Het hoofdkantoor van UNICEF Internationaal is gevestigd in New York. In zo’n 158 landen zijn de zogeheten UNICEF veldkantoren gevestigd. Vanuit deze vestigingen worden de hulpprogramma’s gecoördineerd en uitgevoerd. Om de veldkantoren en hulpprogramma’s te financieren werven 34 Nationale UNICEF Comités fondsen. Alle ruim 2000 vestigingen rapporteren (in)direct aan het hoofdkantoor in New York.
Sinds 1 februari 2022 is Cathy Russell directeur van UNICEF Internationaal. Haar voorganger was Henrietta H. Fore die vanaf 1 januari 2018 de directeur was.

### In België
UNICEF België (officiële naam: Belgisch comité voor UNICEF) is een Belgische stichting van openbaar nut met een tiental lokale comités die uiteenlopende acties organiseren. Op landelijk niveau worden vooral fondsen geïnd via schenkingen van individuen, overheden en ondernemingen, "peterschappen" of pledges (doorlopende opdrachten voor maandelijkse betalingen) en testamenten. UNICEF België voert daarnaast ook pleidooiwerk rond kinderrechten en de situatie van kwetsbare kinderen in België en in de wereld.
Sinds 21 juli 2022 staat Christèle Devos aan het hoofd van UNICEF België. Woordvoerder van UNICEF België is Philippe Henon.
Als vrijwillig-ambassadeur treden Tom Waes, Nafissatou Thiam, Helmut Lotti, Henri PFR en Kristel Verbeke op. UNICEF België is een lidorganisatie van de kinderrechtencoalitie Vlaanderen en vaak aanwezig in het onderwijs met kinderrechteneducatie en informatie over de toestand van kinderen in de wereld. Via het programma "What do you think?" worden geregeld kwetsbare kinderen bevraagd over hun ervaringen, standpunten, problemen en behoeften. UNICEF België maakt ook deel uit van het Belgisch Consortium voor Noodsituaties ("12-12"), dat zeven humanitaire organisaties omvat die gezamenlijk campagne voeren bij grootschalige noodsituaties. In 2011 werd prinses (nu koningin) Mathilde erevoorzitter van UNICEF België.

### In Nederland
UNICEF Nederland is een van de 33 Nationale UNICEF-comités. Nationale Comités zijn de officiële en exclusieve partner van UNICEF Internationaal, en hebben het recht om namens UNICEF te spreken in hun land. Nationale Comités zijn onafhankelijke, niet-gouvernementele organisaties (ngo’s).
UNICEF Nederland werkt zowel in Nederland als in de Caribische delen van het Koninkrijk. De hoofdopdracht van UNICEF Nederland is: fondsenwerven voor hulpprogramma’s van UNICEF, kinderrechteneducatie- en participatie, in kaart brengen hoe het gaat met kinderen in Nederland, beleidsbeïnvloeding en ondersteuning van de Caribische overheden met systeemversterking.
De directeur van UNICEF Nederland is Suzanne Laszlo. Zij volgde Jan Bouke Wijbrandi op, die in 2016 vertrok na een dienstverband van acht jaar.
UNICEF Nederland wordt in haar werk gesteund door ca. 1.700 vrijwilligers. Deze vrijwilligers geven gastlessen op scholen, benaderen bedrijven voor samenwerking of organiseren evenementen.
UNICEF krijgt geen geld van de Verenigde Naties en kan haar werk alleen doen met bijdragen van particulieren, overheden, bedrijven en organisaties als de Nationale Postcode Loterij.

## Ambassadeurs
UNICEF-ambassadeurs zijn beroemdheden die hun bekendheid inzetten om het werk van UNICEF onder de aandacht te brengen.

## Beleidsprioriteiten

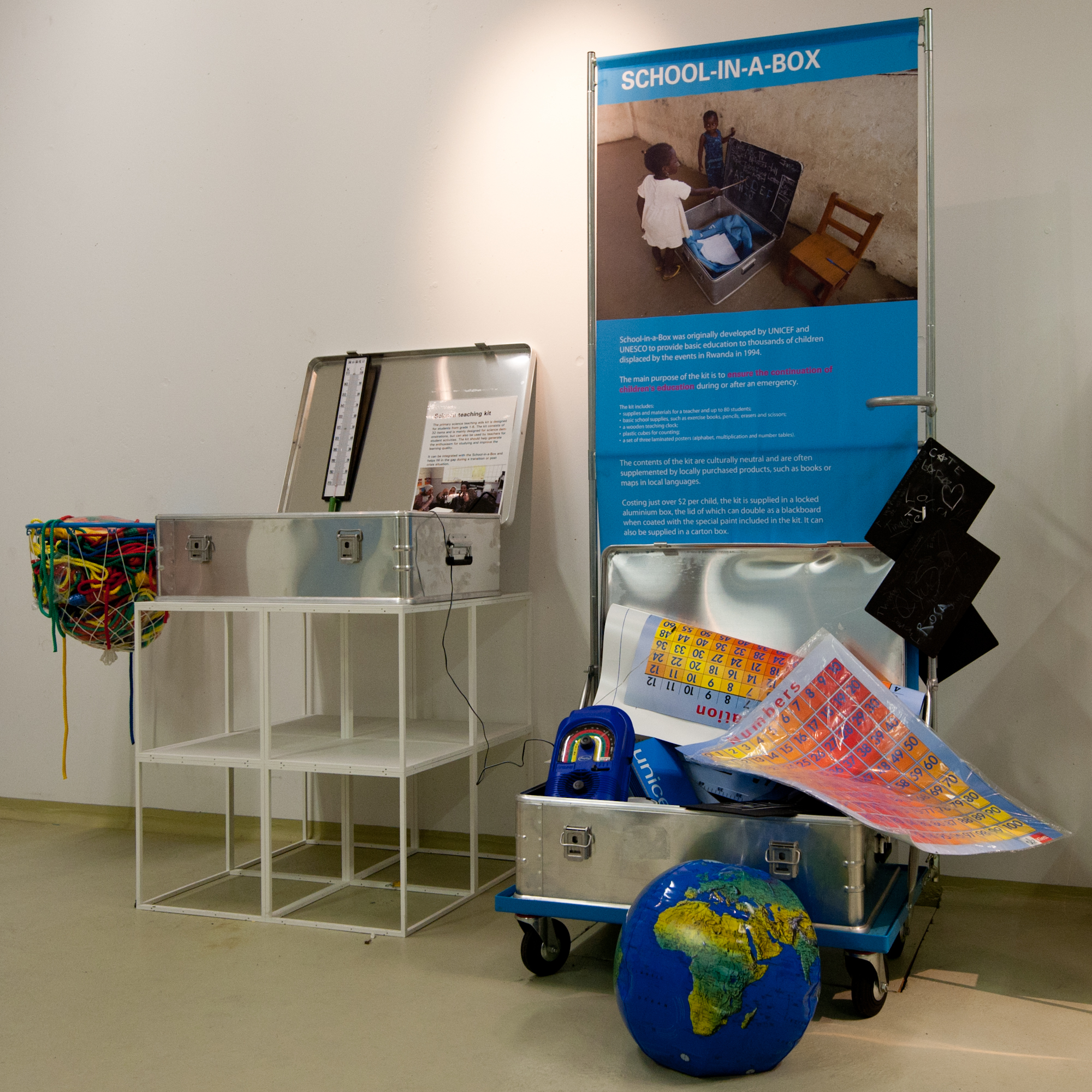
1 School in a box-kit van UNICEF bevat basisschoolmateriaal voor een leraar en tachtig leerlingen

Als gezaghebbende VN-organisatie spreekt UNICEF overheden en beleidsmakers aan op hun verantwoordelijkheid om kinderrechten te respecteren. In ca. 156 landen is ze actief met hulpprogramma's. UNICEF wil bijdragen aan het behalen van de duurzameontwikkelingsdoelen (SDG's) en besteedt extra aandacht aan de volgende onderwerpen:
- Bescherming
- Hiv (aids)
- Kinderarbeid
- Onderwijs
- Samenwerking en lobby voor kinderrechten
- Zorg
- Voeding
- Water
- Noodhulp

## Campagnes

### In België
Op de kinderrechtendag (20 november) in 2017 startte UNICEF België met een campagne, in samenwerking met SOS Kinderdorpen, "om alle kinderen naar school te sturen".
In februari sprak koningin Mathilde zich in een boodschap uit tegen cyberpesten.

### In Nederland
UNICEF Nederland voert meerdere malen per jaar actie voor groepen kinderen die volgens de organisatie extra aandacht nodig hebben. Het kan bijvoorbeeld gaan om kinderen in conflictzones, kinderen die structureel geen goede voeding krijgen, kinderen die geen schoon water hebben of kinderen die geen onderwijs krijgen.

## Rapporten
UNICEF publiceert een hele reeks themarapporten over de situatie van kinderen in de wereld, doorgaans in het Engels, Frans, Spaans en Arabisch. De hoofdpublicatie is het jaarlijkse The State of the World’s Children.

### The State of the World's Children
Editie 2017, Children in a Digital World (“Kinderen in een digitale wereld”), onderzoekt de mate van toegang van de jeugd tot het internet, en de verschillen wereldwijd. Daarbij wordt gewezen op zowel de uitzonderlijke kansen die het internet kan bieden voor kinderen in crisissituaties, als op de gevaren voor misbruik en verslaving. Voorts komen de kinderen zelf aan het woord in de globale enquête over internetgebruik, met markante verschillen tussen kinderen in diverse delen van de wereld.
Editie 2016, A Fair Chance for Every Child ("Een eerlijke kans voor elk kind") gaat ervan uit dat elk kind recht heeft op een eerlijke kans in het leven. Maar over de hele wereld zitten miljoenen kinderen vast in een cyclus van achterstelling die van generatie op generatie wordt doorgegeven. Dat brengt hun toekomst in gevaar, en die van hun samenleving.

## Onderscheidingen
UNICEF ontving in 1965 de Nobelprijs voor de Vrede "voor zijn inspanningen om de solidariteit tussen naties te vergroten en het verschil tussen rijke en arme staten te verkleinen".